# Convés de bateria
Convés de bateria ou Bateria coberta eram os pisos inferiores dos navios de guerra dos séculos XV a XIX. Esses pisos eram usados para colocar os canhões em linha e construir a bateria de canhões.
Fonte: http://www.brasiliana.com.br/obras/a-revolta-dos-marinheiros-1910/pagina/13/texto

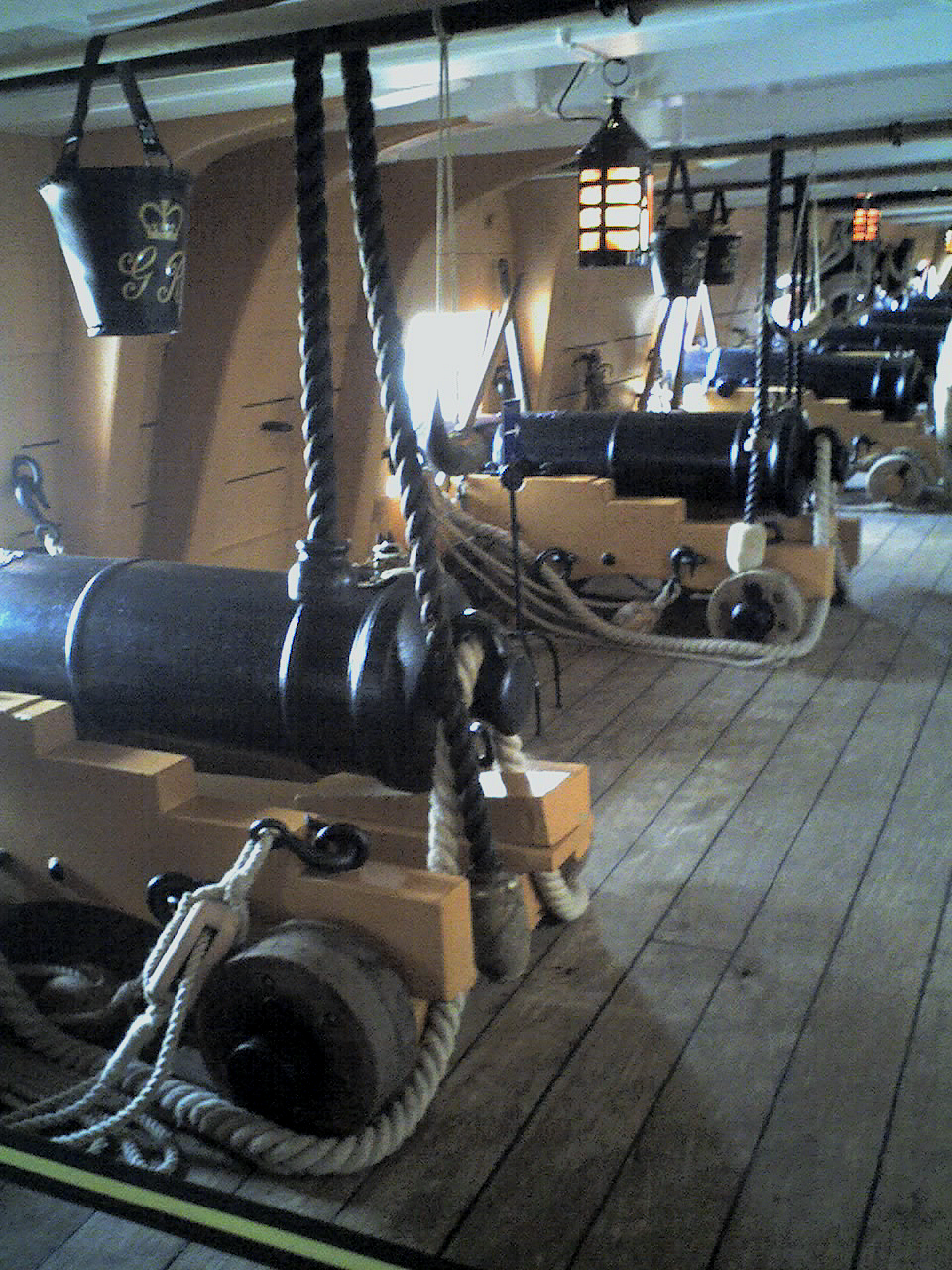
Convés de bateria do HMS Victory